# Piotrków (Niemcza)
Piotrków – część miasta Niemcza w województwie dolnośląskim, w powiecie dzierżoniowskim.